# Oesterreichische Flugzeugfabrik AG
Die Oesterreichische Flugzeugfabrik AG (Oeffag) war ein in Wiener Neustadt gelegener Rüstungsbetrieb der österreichisch-ungarischen Monarchie, der von 1915 bis 1918 Aufklärungs-, Jagd- und Seeflugzeuge verschiedener Typen herstellte.

## Geschichte
An der Stelle der Oeffag befand sich seit 1909 die Motor-Luftfahrzeug-GmbH. Dieses Unternehmen wurde 1909 unter Führung von Camillo Castiglioni als Tochterfirma der auch militärische Freiluftballone beziehungsweise die Motoren für Freiluftballone  herstellenden Unternehmen Österreichisch-Amerikanische Gummifabrik-Aktiengesellschaft und Austro-Daimler gegründet. Die Motor-Luftfahrzeug-GmbH hatte selber keine Produktion, erhielt aber 1909 einen Grossauftrag zur Lieferung von Flugzeugen für die österreichisch-ungarische Armee. Die Lohner-Werke belieferten ab 1910 über die Motor-Luftfahrzeug-GmbH die österreichisch-ungarische Armee mit der von Igo Etrich entworfenen Etrich Taube.
1915 wurde auf dem bis dahin von der Motor-Luftfahrzeug-GmbH genutzten Standort am Wiener Neustädter Flugfeld die Oesterreichische Flugzeugfabrik AG (Oeffag) neu konstituiert. Die Austro-Daimler AG unter Führung von Karl Freiherr von Škoda und die Österreichische Creditanstalt für Handel und Gewerbe stellten das Grundkapital von 600.000 Kronen. Die Fabrik fertigte anfangs ausschließlich Flugzeuge für die k. u. k. Armee, ab 1916 auch Seeflugzeuge für die k. u. k. Kriegsmarine.
Da die Flugzeugproduktion durch den Vertrag von Saint-Germain verboten wurde, fertigte die Oeffag nach dem Ersten Weltkrieg Pkw- und Bus-Aufbauten (Karosserien) für Austro-Daimler.
Im Jahre 1928 fusionierte die Oeffag mit Austro-Daimler und den Puch-Werken zur Austro-Daimler-Puchwerke AG. Diese wiederum bildeten ab 1934 zusammen mit den Steyr-Werken die Steyr-Daimler-Puch AG, die im selben Jahr die Austro-Daimler Pkw-Fertigung in Wiener Neustadt einstellte und nur noch Steyr-Wagen produzierte.
Ab 1935 nutzte die Wiener Neustädter Flughafenbetriebs GmbH die ehemaligen Oeffag-Immobilien weiter. Aus der Flughafenbetriebs GmbH entstanden 1938 die Wiener Neustädter Flugzeugwerke (WNF).

## Produktion
- 1915: Aufklärungsdoppeldecker eigener Konstruktion: Oeffag C 1 Typ 51 (24 Stück), Oeffag C II Typ 52 (32 Stück), Oeffag C II Typ 52.5 (32 Stück)
- 1916:

Die bei der Oeffag gefertigten Flugzeuge waren mit Austro-Daimler Motoren ausgestattet.
- 150 PS: Oeffag C.I
- 160 PS: Oeffag C.II Typ 52, Type K (Weichmann 1916)
- 185 PS: Oeffag C.II Typ 52.5, Albatros (Oef) D.II und D.III (Typen 53 und 53.2)
- 200 PS: Albatros (Oef) D.III Typ 153
- 225 PS: Albatros (Oef) D.III Typ 253
- 335 PS: Type K (Weichmann 1917), Type R (Oeffag F/Mickl 1918), Type G (Mickl 1916/17)

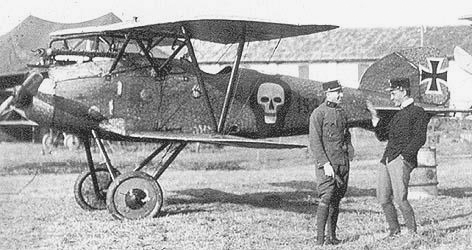
Albatros D.III (Oeffag) Serie 153
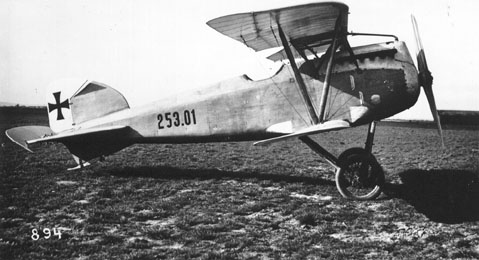
Albatros D.III (Oeffag) Serie 253
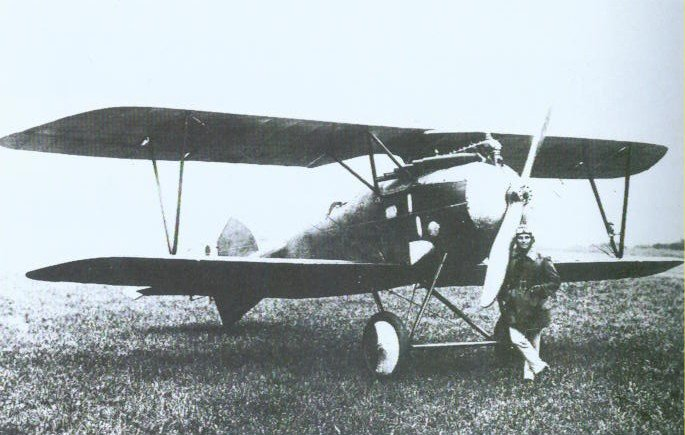
Albatros D.III (Oeffag) Serie 253